# 21059 Пендерецький
21059 Пендерецький (21059 Penderecki) — астероїд головного поясу, відкритий 9 квітня 1991 року.
Тіссеранів параметр щодо Юпітера — 3,234.
Названо на честь Кшиштофа Пендерецького (пол. Krzysztof Penderecki, нар. 1933) — сучасного польського композитора, диригента, педагога.